# MC Don Juan
Matheus Wallace Mendonça da Cruz (São Paulo, 3 de janeiro de 2001) mais conhecido como MC Don Juan, é um cantor e compositor brasileiro de funk paulista.

## Carreira
Nascido em São Paulo, Matheus começou a cantar músicas aos 11 anos de idade, mas somente em 2015, aos quatorze anos, alcançou projeção nacional e adotou o nome artístico de MC Don Juan. Sua primeira canção de sucesso foi "Me Amarro na Noite", lançada em 2016 e disponibilizada no formato de videoclipe pelo produtor KondZilla.[carece de fontes?]
MC Don Juan tornou-se um dos principais representantes do funk paulista no ano de 2017, com o lançamento da canção "Oh Novinha", tanto na versão proibida, quanto na versão clean. A canção tornou-se a 20ª mais escutada do país no Spotify, além de ter entrado nas paradas musicais paraguaias. A música tornou-se comentada na internet por ter sido executada e dançada ao vivo pela atriz Cláudia Raia, da Rede Globo, no programa Mais Você. A música se tornou trilha sonora da novela A Força do Querer, também da Rede Globo, em cenas da personagem Bibi, protagonizada por Juliana Paes. A versão clean recebeu um videoclipe também produzido por KondZilla, acumulando mais de 75 milhões de visualizações.
No início de 2017, Don Juan lançou o videoclipe de "A Gente Brigou", pelo canal da gravadora GR6 Eventos, sendo outra canção que entrou nas paradas musicais do Spotify. Seu quarto videoclipe foi lançado em maio do mesmo ano, intitulado "Lei do Retorno" e com a parceria de MC Hariel, o qual tornou-se o videoclipe mais visto do canal da GR6 no YouTube e ultrapassou a marca de 224 milhões de acessos. No final de 2017 lançou o videoclipe de "Amar, Amei", produzido por KondZilla, acumulando mais de 180 milhões de visualizações em apenas 4 meses, se tornando o vídeo mais visualizado do artista. Em julho de 2018, o artista participou do programa de televisão Programa Raul Gil, do SBT.

## Singles

### Como artista principal
| Ano  | Título                                                      |
| ---- | ----------------------------------------------------------- |
| 2015 | "Vou Botar"                                                 |
| 2016 | "Eu Sou do Corre"                                           |
| 2016 | "Me Amarro na Noite"                                        |
| 2016 | "Então Joga"                                                |
| 2016 | "Oh Novinha"                                                |
| 2017 | "A Gente Brigou"                                            |
| 2017 | "Fuga na Mãe e no Pai"                                      |
| 2017 | "Não Vou Te Dar Atenção" (part. MC LB)                      |
| 2017 | "Assim Não Dá"                                              |
| 2017 | "Senta pros Mente Pensante" (part. MC Brisola)              |
| 2017 | "Não Vou Te Dar Atenção" (part. MC LB)                      |
| 2017 | "Dá Uma Segurada"                                           |
| 2017 | "Boca de Pelo" (part. MC Gudan)                             |
| 2017 | "Na Intenção"                                               |
| 2017 | "Se Eu Tiver Solteiro"                                      |
| 2017 | "Amar, Amei"                                                |
| 2018 | "Vou Pegar" (part. Dennis DJ)                               |
| 2018 | "Te Amava Demais" (part. MC Léo da Baixada)                 |
| 2018 | "Os Opostos Se Atraem"                                      |
| 2018 | "Nós Tá Bolando Um Plano" (part. MC Hariel)                 |
| 2018 | "Vai Ficar Querendo"                                        |
| 2018 | "Química" (part. MZ, DoisP e DJ Yuri Martins)               |
| 2018 | "To Gostando Tanto d Você"                                  |
| 2018 | "Cavalinho"                                                 |
| 2018 | "Vai Voltar Chorando"                                       |
| 2019 | "Muito Bom"                                                 |
| 2019 | "Dor de Cabeça"                                             |
| 2019 | "Roça na Moçinha"                                           |
| 2019 | "Em Busca de um Amor Tranquilo"                             |
| 2019 | "A Bad Ta Me Pegando"                                       |
| 2019 | "Não Tem Ciúmes"                                            |
| 2019 | "Bota o Gigante Pra Cuspir"                                 |
| 2019 | "Calendário do Papai"                                       |
| 2019 | "Chamei Chamando"                                           |
| 2019 | "Te Prometo" (com Dennis DJ)                                |
| 2019 | "Molezinha"                                                 |
| 2020 | "Peguei Larguei"                                            |
| 2020 | "Confia Na Tua Amiguinha"                                   |
| 2020 | "Liberdade (Quando o Grave Bate Forte)" (com Alok e DJ GBR) |

## Paradas musicais
| Parada  | Canção                                  | Melhor posição | Melhor posição | Melhor posição |
| Parada  | Canção                                  | Brasil         | Portugal       | Paraguai       |
| ------- | --------------------------------------- | -------------- | -------------- | -------------- |
| Spotify | "Te prometo"                            | 9              | 79             | —              |
| Spotify | "Oh Novinha"                            | 20             | —              | 189            |
| Spotify | "A Gente Brigou"                        | 80             | —              | —              |
| Spotify | "Lei do Retorno"                        | 42             | —              | —              |
| Spotify | "Bipolar"                               | 1              | 1              | 79             |
| Spotify | "Liberdade (Quando o Grave Bate Forte)" | 3              | 6              | 189            |